# Psychoda prolarta
Psychoda prolarta är en tvåvingeart som beskrevs av Quate 1965. Psychoda prolarta ingår i släktet Psychoda och familjen fjärilsmyggor. Inga underarter finns listade i Catalogue of Life.